# Międzynarodowy Festiwal Pieśni Sakralnej Łapskie Te Deum
Festiwal Pieśni Sakralnej Łapskie Te Deum powstał w 1998 roku. Odbywa się corocznie w czasie trwania Miesiąca Miłosierdzia Bożego, w Łapach. Festiwal objęli swym patronatem Biskup Łomżynski, Marszałek Województwa Podlaskiego oraz Starostwo Powiatu Białostockiego.  

## Cele
- prezentacja i popularyzacja muzyki sakralnej i wielkanocnej,
- rozwijanie zainteresowań muzyką chóralną,
- doskonalenie poziomu wykonawczego amatorskich zespołów chóralnych,
- konfrontacja poziomu artystycznego zespołów, wymiana doświadczeń, nawiązywanie współpracy między zespołami,
- popularyzowanie współczesnej literatury chóralnej,
- inspirowanie środowiska kompozytorskiego do twórczości dla amatorskiego ruchu chóralnego.

## Historia
Początkowo festiwal miał jedynie charakter wojewódzki. W 1999 roku zyskał charakter ogólnopolski, a w 2000 roku stał się festiwalem międzynarodowym. Od 2001 roku w ramach festiwalu organizowane jest seminarium dla dyrygentów chórów. 
- 1998 I edycja
- 1999 II edycja
- 2000 III edycja
- 2001 IV edycja
- 2001 V edycja
- 2002 VI edycja
- 2003 VI edycja
- 2004 VII edycja
- 2005 VIII edycja
- 2006 IX edycja
- 2007 X edycja

## Uczestnicy
Festiwal skierowany jest do chórów amatorskich, działających przy parafiach w polsce i za granicą. Minimalny wiek uczestników wynosi 16 lat. Każdy chór musi wykonać jeden utwór obowiązkowy, związany z tematyką Wielkanocy.

## Organizatorzy
- Dom Kultury w Łapach,
- Parafia rzym. kat. pw. Św Krzyża w Łapach
- Łapskie Towarzystwo Regionalne
- Urząd Miejski w Łapach.

## Laureaci Grand Prix
- 1998 - Chór kameralny z Bielskiego Domu Kultury w Bielsku Podlaskim
- 2000 - Chór Kameralny Politechniki Warszawskiej w Płocku
- 2001 - Chór "Głos Duszy" z Mińska (Białoruś)
- 2002 - Chór Kameralny Dojlidstwa - Grodno (Białoruś)
- 2003 - Female Chamber Choir Elegia (Mińsk)
- 2004 - Chór Kameralny Musica Viva Uniwersytetu Ekonomicznego w Poznaniu
- 2005 - Akademicki chór „Bel Canto” – Wyższej Szkoły Informatyki i Ekonomii TWP w Olsztynie
- 2006 - Chór "Edelwejs" z Mińska (Białoruś).